# Dara Calleary

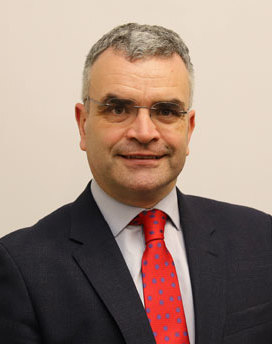
Dara Calleary (2020)

Dara Calleary (irisch Dara Mac Giolla Laoire; * 5. Mai 1973 in Ballina, County Mayo) ist ein irischer Politiker und gehört seit 2007 dem Dáil Éireann, dem Unterhaus des irischen Parlaments an.
Calleary besuchte die St. Oliver Plunkett’s National School und das St Muredach’s College in Ballina. Danach studierte er am Trinity College, Dublin und erhielt dort einen Bachelor of Arts in Business & Politics.
Von 1997 bis 2007 war er Mitglied des Fianna Fáil Ard Comhairle, des Vorstandes der Fianna Fáil.
Bei den Wahlen Mai 2007 wurde er für die Fianna Fáil im Wahlkreis Mayo in den 30. Dáil Éireann gewählt. Im Februar 2008 wurde er zum Vorsitzenden der Ógra Fianna Fáil, der Jugendorganisation der Partei, ernannt. Dieses Amt übte er bis April 2009 aus, als er zum Staatsminister im Handelsministerium ernannt wurde.
Im Juli 2020 wurde Calleary zum Minister für Landwirtschaft und Fischerei (“Minister for Agriculture, Food and the Marine”) in der Regierung Martin I ernannt. Im August 2020 trat er zurück.
Er ist der Sohn von Seán Calleary und der Enkel von Phelim Calleary, die beide ebenfalls im Dáil Éireann saßen.